# East of Suez
East of Suez is een Amerikaanse dramafilm uit 1925 onder regie van Raoul Walsh. Destijds werd de film in Nederland uitgebracht onder de titel De halfbloed.

## Verhaal
Na haar studie in Groot-Brittannië keert Daisy Forbes terug naar haar geboorteland China. Ze ontdekt er dat haar vader is gestorven en dat de verpleegster die haar heeft opgevoed, haar moeder is. Daisy is verliefd op George Tevis, de neef van de Britse consul. Op aandringen van zijn oom laat George haar echter staan voor een carrière in de diplomatie.

## Rolverdeling
| Acteur             | Personage      |
| ------------------ | -------------- |
| Pola Negri         | Daisy Forbes   |
| Edmund Lowe        | George Tevis   |
| Rockliffe Fellowes | Harry Anderson |
| Noah Beery         | Britse consul  |
| Sôjin Jamiyama     | Lee Tai        |
| Wong Wing          | Amah           |
| Florence Regnart   | Sylvia Knox    |
| Charles Requa      | Harold Know    |
| E.H. Calvert       | Sidney Forbes  |